# Organisatorische Resilienz
Als Organisatorische Resilienz bezeichnet der Standard BS65000(2014) der British Standards Institution (BSI), die Fähigkeit eines Unternehmens, auch in einem komplexen und dynamischen Umfeld den Wandel vorauszusehen, zu überleben und zu wachsen. BS65000(2014) dient Unternehmen als Leitfaden zu Generierung von Maßnahmen zur Widerstandsfähigkeit und definiert die Bedeutung der Resilienz, stellt die wichtigsten Komponenten der organisatorischen Resilienz dar und unterstützt Unternehmen dabei, ihre Resilienz zu messen.

## Merkmale
Eine resiliente Organisation erkennt man an einigen wesentlichen Merkmalen ihres Betriebs: Sie ist anpassungsfähig mit einer agilen Führungsspitze, die selbstbewusst leitet. Sie profitiert insbesondere von:
Strategischer AnpassungsfähigkeitDurch sie bleibt die Organisation unter geänderten Bedingungen erfolgreich handlungsfähig, auch wenn dies bedeutet, dass sie sich von ihrem Kerngeschäft entfernen muss.
Agilem FührungsstilMit ihm können abgewogene Risiken selbstbewusst eingegangen und rasch in der gebotenen Weise sowohl auf Chancen als auch Bedrohungen reagiert werden.
Solider UnternehmensführungSie demonstriert ein Verantwortungsbewusstsein auf allen Ebenen einer Organisation, das auf einer Kultur des Vertrauens, der Transparenz und Innovation basiert und so gewährleistet, dass die Organisation ihrer Vision und ihren Werten weiterhin treu bleibt.

## BSI-Studie
Auf Basis einer international durchgeführten Befragung von 411 Managern versucht die von der BSI beauftragte Economist Intelligence Unit der Zeitschrift The Economist, Merkmale resilienter Organisationen aus Managementsicht zu ermitteln. Dabei setzten die Befragten Resilienz – also die Fähigkeit, sich erfolgreich von Krisen zu erholen – mit Langlebigkeit, Krisenfestigkeit, Resistenz oder Immunität der Organisation gegenüber den Strategien von Konkurrenten sowie schwankenden Marktanforderungen – also mit proaktivem Verhalten zur Krisenvermeidung – gleich. Als besonders kritisch werden dabei vor allem in den Vereinigten Staaten und Asien Reputationsrisiken wahrgenommen.
Wichtigste Voraussetzungen für eine so verstandene Resilienz sind aus Sicht der Befragten das Verständnis für Kundenanforderungen (65 %: sehr wichtig) und die Qualifikation der Mitarbeiter (59 %: Sehr wichtig) genannt, gefolgt von dynamischer und agiler Führung (57 %) und IT-Sicherheit (50 %).